# Győrasszonyfa
Győrasszonyfa község Győr-Moson-Sopron vármegyében, a Pannonhalmi járásban.

## Fekvése
Győr-Moson Sopron és Veszprém vármegye határánál helyezkedik el. Pannonhalmától délre, a Bakony hegység északi szélénél, a Sokorói-dombság két domborulata között, többnyire sík szántóterület veszi körül.
Megközelíthető a 82-es főútról letérve a 8226-os úton; vonattal pedig a Győr–Veszprém-vasútvonalon. Utóbbinak egy megállási pontja van itt, Győrasszonyfa megállóhely, amely a belterület nyugati peremén helyezkedik el, közúti elérését a 8226-os útból délnek kiágazó 82 326-os számú mellékút biztosítja.

## Története
A község területén talált legrégebbi régészeti leletek Kr. előtt 5000 évvel ezelőtti időből, az újkőkorszakból valók. Ezt követően a vaskorból és a rómaiak korából kerültek elő értékes leletek. Az ún. Tézslakuti dűlőben épületalapokat, faragott köveket találtak. Az államalapítást követően a község nevének első említése villa Ahchyn néven 1150-ből való. Az évszám azt jelzi, hogy a környék legrégebbi Árpád-kori települése. Neve arra utal, hogy eredetileg a királyné földje volt. 1150-ben egy pannonhalmi ügyben eljáró poroszló lakhelye. 1235-ben Mocskos és Sopron nevű pannonhalmi jobbágyok pereskedtek a királynéi népekkel egy bizonyos föld birtoklása végett, akik a pityordi billogos vezetésével végül is lemondtak a tulajdonlásról.
A 14. század első felében lesz a község neve Asszonyfa, illetve Asszonyfalva. Az Azzuni család ugyanekkor az Asszonyfai, Asszonyfalvi, Asszonyfalvai nevet használja. 1370-ben a szentmártoni apátság oklevelében bizonyítja, hogy előtte Szentmiklósi Imre személyesen megjelenvén egyrészről, másrészről pedig György és Mihály fia, úgy Katalin leánya, az először nevezett vallja, miszerint a szülő halála után az örökösök közt könnyen kiüthető villongás tekintetéből az asszonyfalvai határban, Asszonyfalvai Máté birtokán levő szőllejét még életében úgy hagyja gyermekeinek, hogy halála után három részre osztván birtokolják. Egy 1387. május 12-én kelt oklevél adatai szerint, a falunak már volt temploma és Pál volt a plébánosa. A templom helyét illetően Ráth Károly tudós, levéltáros 1861-ben azt írja, hogy a templom ott feküdt, ahol most a keresztény temető van, a falu alatt a keresztnél, a Tápszentmiklósra vivő út kezdeténél.
1423-ban Ispán Pétert, Asszonyfalvi Péter vejét iktatták be egy bizonyos birtokba és ekkor vette fel az Ispán család az Asszonyfalvi előnevet. 1451-ben Felpéczi Domokos szerzi meg zálogbirtokként Ispán Pétertől az említett birtokot, de mivel ugyanezen a címen és korábbi jogon Döbrentey Tamás szentmártoni apátsági kormányzó is igényt tartott rá, ebből hosszú per kerekedett, melyet hatalmaskodások tarkítottak. 1510 körül a Giczy, Bánki, Jósa, Rédei, Hamarcsa, Vértesi, Sárdi, Dégi és Teleki családok bírnak területet az asszonyfalvai határban. 1516-ban Asszonyfalván Szent Jakab apostol tiszteletére emelt templom és plébánia volt és fíliaként Bakonypéterd is idetartozott.
A 16. század második felében a falu leányágon a Szapáryak birtoka lett, akik a 18. század első feléig bírták e területet. Ezután a község galántai Sidó Istvánnak, a Szapáryak jogügyigazgatójának és jószágkormányzójának a kezébe került. 1558-ban Asszonyfalva helység lakói a szomszédos Veszprém vármegyei Told község szőlőhegyének is birtokosai voltak. A 16. század végén a török pusztítás áldozatául esett a falu, melyet 1592-ben már üres pusztaként említenek a források. Hosszú időn keresztül hódolt helyként szerepel a település, melyet valószínű a 18. század elején szerveznek újjá. A Sidó család egyik örököse Sárosfalvi Bittó István lett, s halála után leányaira, Verbói Szluha Pálnéra és Eözbeghi Nagy Leandernéra szállt. A birtok másik része a Szapáry grófok után leányágon a Hollósy, Györgyi, Dobos és Mórocz családoké lett.
A római katolikus templom 1793-ban épült galántai Sidó István földbirtokos segítségével, az elpusztult borbai templom romjainak a felhasználásával a helység tágas terének közepén.
A község három országos vásártartási jogával is rendelkezett a május 9-ét magában foglaló hét hétfőjén, szeptember 14-én és novemberben, Imre hetében, hétfőn. A településen a II. József féle népszámlálás idején 59 ház, 90 család 394 fővel volt található. 1848 előtt a helység kuriális nemes község volt. A kúriák közül kiemelkedett Sidó Józsefé.
Az 1850-es évek végéig Asszonyfa a községbeli zsidóság fontos központja volt. A falu központjában épült fel a zsinagóga, itt történt az izraelita anyakönyvezés, s a Bakony távolabbi vidékéről is a falu mellett létesített izraelita temetőben történt a temetkezés. Az 1850-es években Szentmártonban épült zsinagóga, s odakerült át az anyakönyvezés. A zsinagógára a továbbiakban valószínű már nem sok gondot fordítottak, s az 1930-as években összedőlt.
1862-ben a falu leégett. 1844-ben a közbirtokosok a tagosítást maguk között végrehajtották, a közös haszonvételeket is felosztották 1864-ben. A századfordulón a nagyobb birtokosok Nagy Lajos, Szluha László és Hollósy Iván voltak. A község iskolájáról 1792-ben történik először említés. Ekkor Tóth Pál iskolamester és kántor tanította a gyerekeket. Külön iskolaépületet 1856-ban létesítettek, mely egy tanteremmel és eléggé hiányos felszereléssel rendelkezett. A római katolikus iskola mellett a 19. században még izraelita elemi iskola is működött. A plébánia 1898-ban létesült. Korábban a tápi plébánia fíliája volt.
A község a XIX-XX. század fordulóján postával, távíróval és vasútállomással rendelkezett. A XX. század elejétől a községben jelentős fejlődés indult meg. Önkéntes tűzoltóegylet, Polgári lövész egylet, Hangya Fogyasztási és Értékesítő Szövetkezet alakult. 1925-ben állami támogatással és egyházi segítséggel új iskola és tanítólakás épült. 1873-tól a község a tápszentmiklósi körjegyzőséghez tartozott, a Győr előnevet 1908-ban vette fel.

## Jelene
1990 óta önálló önkormányzattal rendelkezik. Fő megélhetési forrást Győr ipari üzemei és a helyi mezőgazdaság biztosít. A helyi vállalkozások közül a Leons-Wiss Kft és a  Vitafruct Kft emelhetőek ki. A korábban Tápra körzetesített általános iskola 1-8 osztállyal visszakerült a községbe. Ugyanebben az évben új plébániaépületet létesítettek, mely átmenetileg otthont adott az általános iskolának. 1993-ban a régi iskolát új épületszárnnyal bővítették, s itt nyertek végleges otthont a tanulók. A községben napköziotthonos óvoda, községi könyvtár és orvosi rendelő is található. 1995-ben a településen kiépült a vezetékes gázhálózat, 1997-ben befejeződött a szennyvízcsatorna kiépítése.
2003 óta a közigazgatási ügyeket körjegyzőségben végzik Bakonypéterddel és Tarjánpusztával – ez utóbbi székhellyel.

## Közélete

### Polgármesterei
- 1990–1994: Valiczkó Mihály (független)[3]
- 1994–1998: Valiczkó Mihály (független)[4]
- 1998–2002: Valiczkó Mihály (független)[5]
- 2002–2005: Kósa László Győző (független)[6]
- 2005–2006: Király Bálint (független)[7]
- 2006–2007: Király Bálint (független)[8]
- 2007–2010: Valiczkó Mihály (független)[9]
- 2010–2014: Valiczkó Mihály (független)[10]
- 2014–2019: Valiczkó Mihály (független)[11]
- 2019–2024: Valiczkó Mihály (független)[12]
- 2024– : Baróthyné Farkas Krisztina (független)[1]

A településen 2005. július 3-án időközi polgármester-választást tartottak, az előző polgármester lemondása miatt.
A következő önkormányzati ciklusban, alig két és fél évvel később – 2007. december 16-án – újabb időközi polgármester-választást kellett tartani Győrasszonyfán, ezúttal az előző polgármester halála miatt.

## Népesség
A település népességének változása:
| Lakosok száma | 521  | 499  | 509  | 499  | 507  | 523  | 504  |
|               | 2013 | 2014 | 2015 | 2021 | 2022 | 2023 | 2024 |

A 2011-es népszámlálás során a lakosok 85,9%-a magyarnak, 0,8% cigánynak, 0,2% németnek, 0,4% szlováknak, 0,2% ukránnak mondta magát (14,1% nem nyilatkozott; a kettős identitások miatt a végösszeg nagyobb lehet 100%-nál). A vallási megoszlás a következő volt: római katolikus 67,3%, református 3,8%, evangélikus 0,6%, görögkatolikus 0,2%, felekezeten kívüli 5,6% (22,2% nem nyilatkozott).
2022-ben a lakosság 93,3%-a vallotta magát magyarnak, 0,8% cigánynak, 0,6% németnek, 0,2% románnak, 0,2% horvátnak, 0,2% ukránnak, 0,2% szlováknak, 0,4% egyéb, nem hazai nemzetiségűnek (6,7% nem nyilatkozott; a kettős identitások miatt a végösszeg nagyobb lehet 100%-nál). Vallásuk szerint 47,5% volt római katolikus, 3,7% református, 0,4% evangélikus, 0,2% ortodox, 0,8% egyéb keresztény, 1,2% egyéb katolikus, 4,7% felekezeten kívüli (41,4% nem válaszolt).

## Híres személyek
- Itt született 1883-ban Jakubovich Emil paleográfus, nyelvtörténész, a MTA levelező tagja.